# Black Combe
Black Combe är ett berg i Storbritannien.   Det ligger i grevskapet Cumbria och riksdelen England, i den centrala delen av landet, 400 km nordväst om huvudstaden London. Toppen på Black Combe är 600 meter över havet, eller 361 meter över den omgivande terrängen. Bredden vid basen är 13,0 km.
Terrängen runt Black Combe är platt åt sydväst, men åt nordost är den kuperad. Havet är nära Black Combe åt sydväst. Närmaste större samhälle är Barrow-in-Furness, 17,6 km söder om Black Combe. Trakten runt Black Combe består i huvudsak av gräsmarker.